# Umoljani

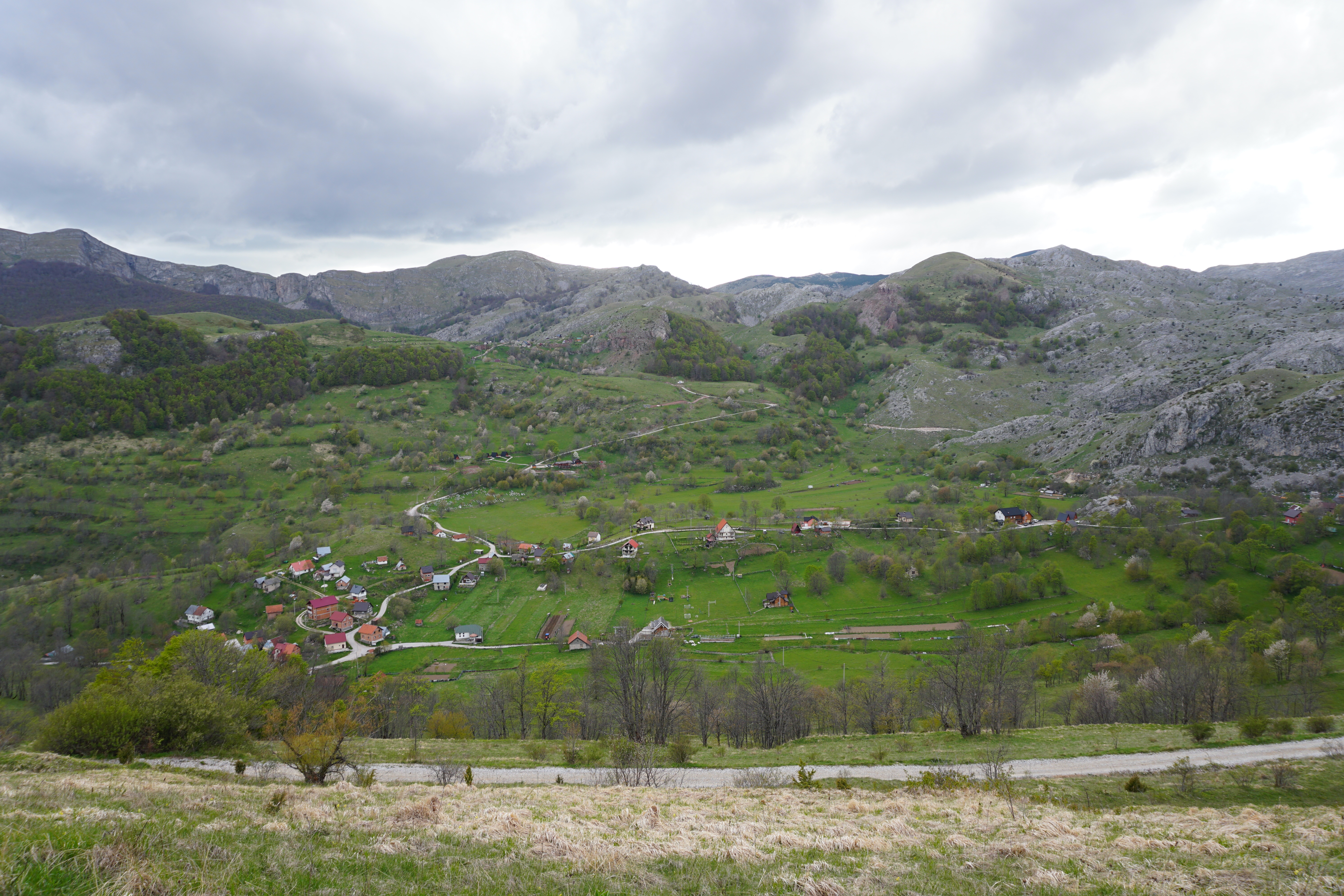
Blick auf Umoljani von Nordosten aus kommend

Umoljani (serbokroatisch-kyrillisch Умољани) ist eine Siedlung in der Gemeinde Trnovo (FBiH) in Bosnien und Herzegowina. Von der Hauptstadt Sarajevo liegt Umoljani 24 Kilometer Luftlinie entfernt.

## Namensherkunft
Über den Ursprung des Namens Umoljani gibt es zwei Legenden. In der ersten Variante zogen Hirten aus einem Ort namens Humljani im Sommer mit ihrem Vieh auf eine Weide und ließen sich dort dauerhaft nieder. Der Ort, an dem sie sich niedergelassen haben, wurde Umoljani genannt.

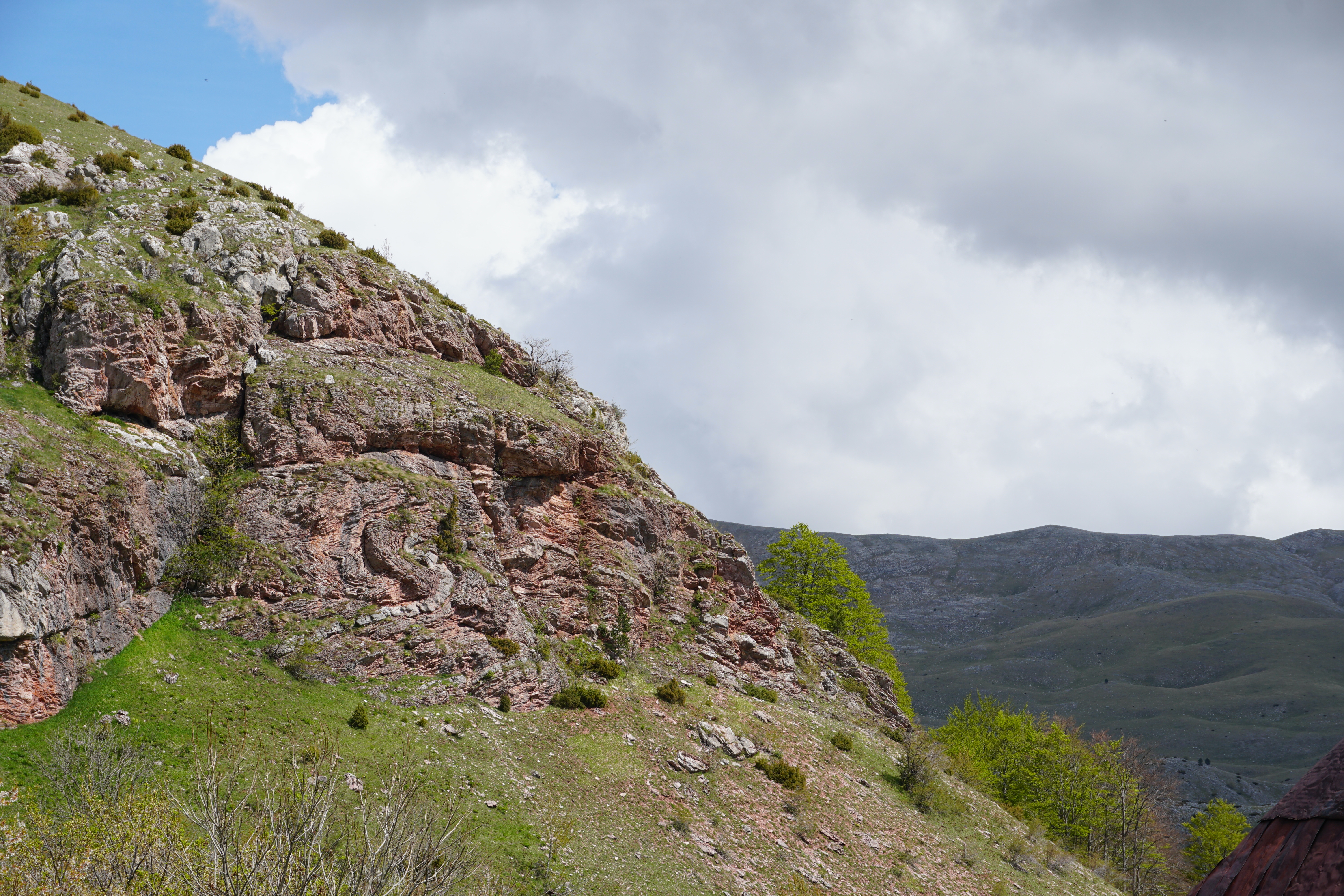
Der Legende zufolge erkennt man den versteinerten Drachen in der Felswand oberhalb des Ortes

In der zweiten Version versetzte ein Drache aus dem Rakitnica-Canyon die mittelalterliche Hochlandsiedlung in Angst und Schrecken. Eines Tages stieg der Drache aus dem Canyon hervor und bahnte sich durch das Studeno Polje den Weg zum Dorf, mit der Absicht, die Bevölkerung zu verschlingen. Um sich von diesem Feind zu befreien, beteten die Bewohner (bosnisch moliti zu Deutsch „beten“). Als der Drache versuchte, den Gebeten zu entkommen, versteinerte er in der Felswand oberhalb des Dorfes. In dieser Variante war das Wort moliti prägend für den Siedlungsnamen.

## Geographie
Das Dorf liegt auf einem Südhang des Bjelašnica-Gebirges, auf einer Höhe von 1333 Metern. Aufgrund der topographischen Lage des Ortes und der landwirtschaftlichen Nutzung sind die Häuser verstreut gebaut und liegen teilweise weit auseinander.
Unweit von Umoljani gibt es neun ehemals genutzte hölzerne Wassermühlen, die von der perennierenden Sedrenik-Quelle angetrieben werden.

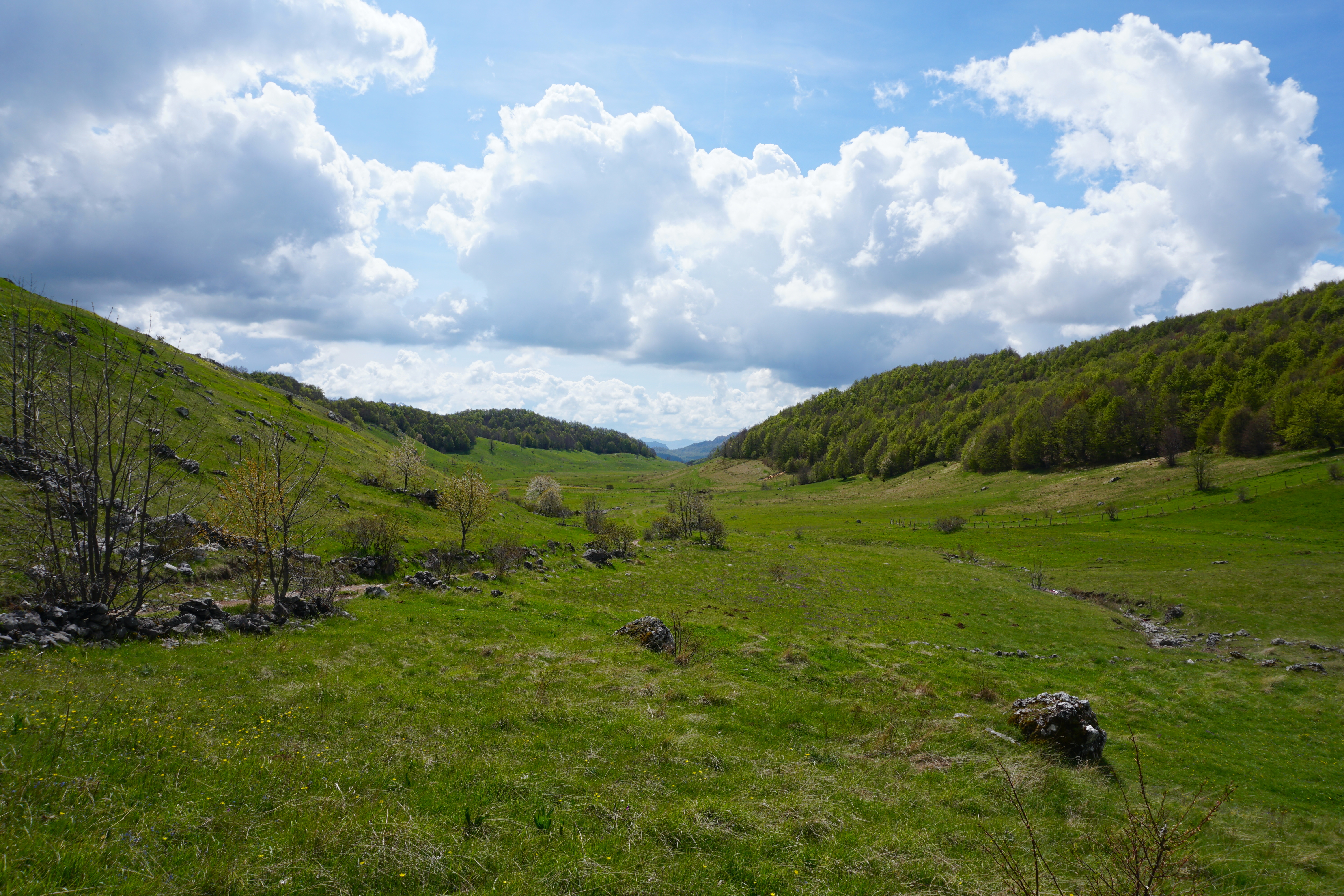
Blick in das Studeno Polje

Westlich des Dorfs befindet sich das Tal des mäandrierenden Baches Studeni Potok, das Studeno Polje. Das Flussbett fällt in südlicher Richtung 400 Meter in den Rakitnica-Canyon ab.

## Demographie
Laut Volkszählung 2013 leben 40 Personen in Umoljani. Alle sind Bosniaken.
Zwischen 1961 und 2013 sank die Einwohnerzahl um über 90 %.
| Jahr      | 1961 | 1971 | 1981 | 1991 | 2013 |
| --------- | ---- | ---- | ---- | ---- | ---- |
| Einwohner | 451  | 415  | 245  | 92   | 43   |

## Geschichte
In Umoljani sind mehrere historische Denkmäler erhalten, die in der Liste der Nationaldenkmäler Bosnien-Herzegowinas geführt sind.
- Am Eingang von Umoljani, von der Straße R 960 aus kommend, befindet sich auf dem Gebiet von Dolovi die Nekropole Umoljani mit 47 Stećci-Grabsteinen. Diese zeugen von der Existenz der Bogomilen in jener Zeit. Sechs von ihnen sind plattenförmig und 32 truhenförmig, es gibt fünf hohe Truhen und vier Giebeltruhen.[10][5]
- Nördlich der Nekropole befinden sich elf osmanische Nišan-Grabsteine.
- In Crkvina gibt es Überreste eines mittelalterlichen Sakralbaus.
- Westlich von Dolovi befindet sich ein einzeln stehender Stećak und eine Nekropole mit fünf Stećci als Truhen-Grabsteine.
- Gelistet ist auch die Moschee mit Innenhof aus dem Anfang des 20. Jahrhunderts.[11][5] Sie gilt als eine der ältesten Moscheen in Bosnien und Herzegowina.[5]

Die Nekropole von Umoljani befindet sich auf der Liste des UNESCO-Weltkulturerbes als einer von 28 mittelalterlichen Stećci-Friedhöfen.  
Während des Bosnienkrieges zwischen 1992 und 1995 wurde Umoljani niedergebrannt und die Bewohner vertrieben. Nach dem Krieg wurden im Ort neue Häuser gebaut, die das moderne Leben widerspiegeln. Am Ortsrand von Umoljani befinden sich wieder aufgebaute Schäferhütten, die sogenannten Katuni.

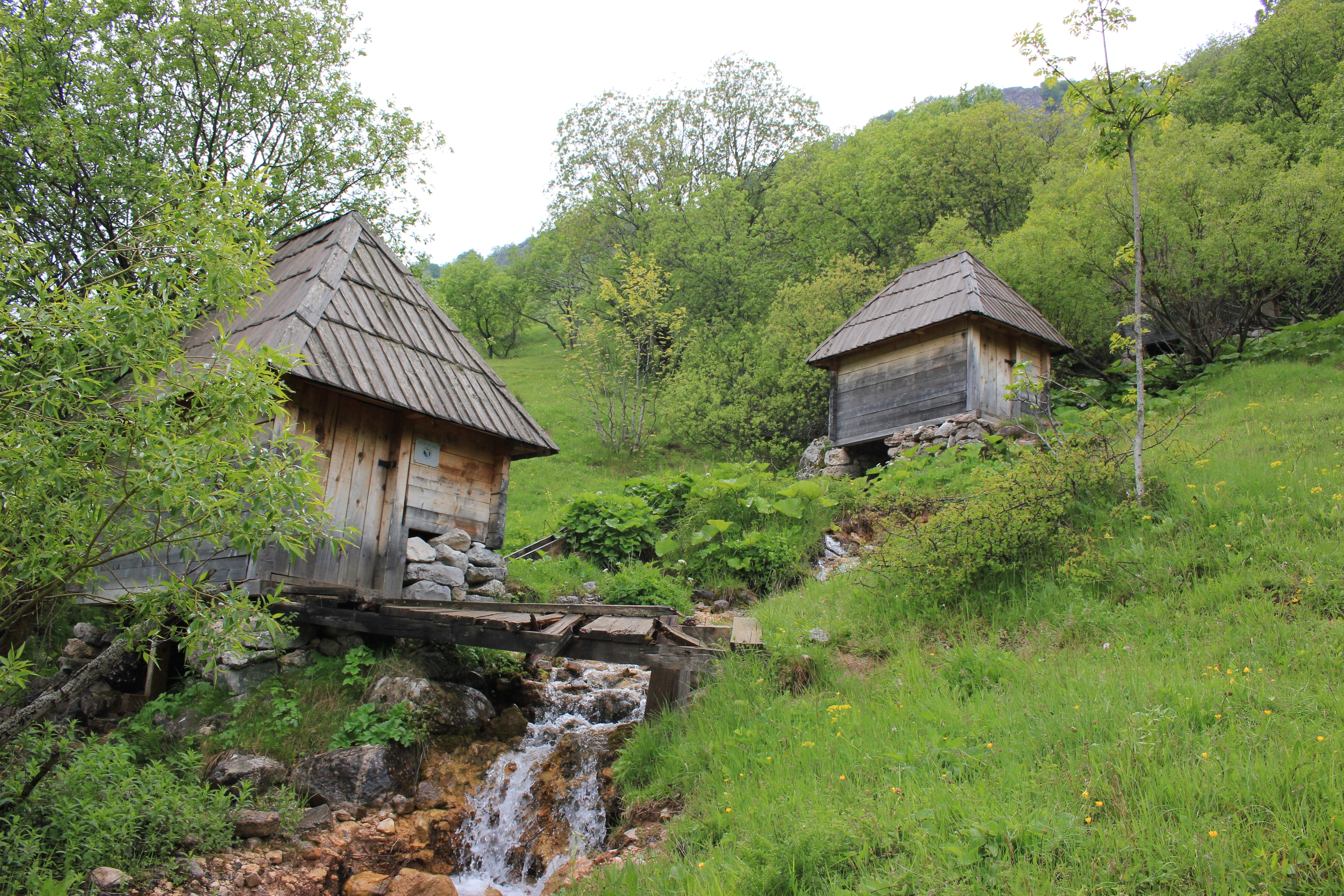
Zwei von neun ehemaligen Wassermühlen
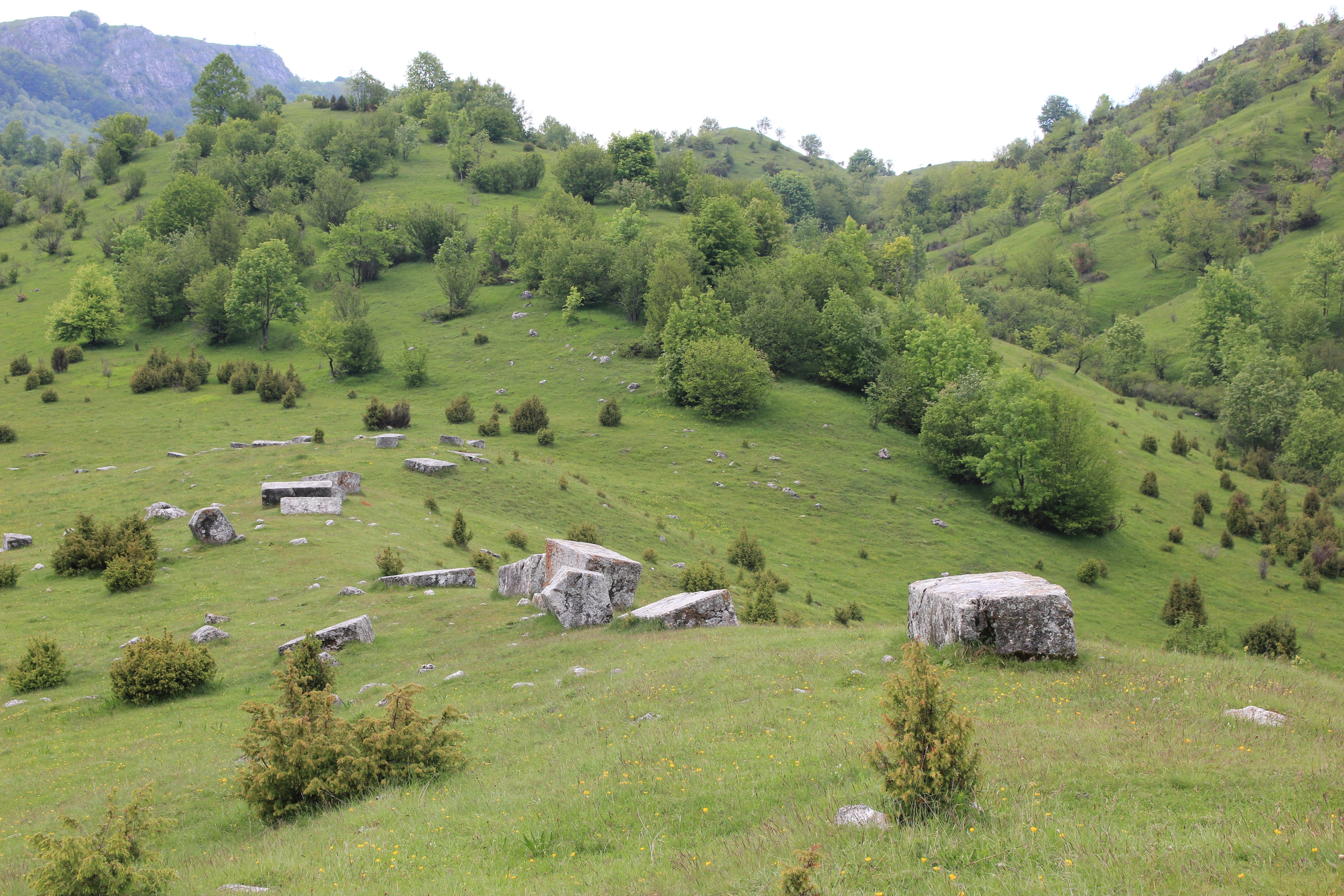
Nekropole in Umoljani
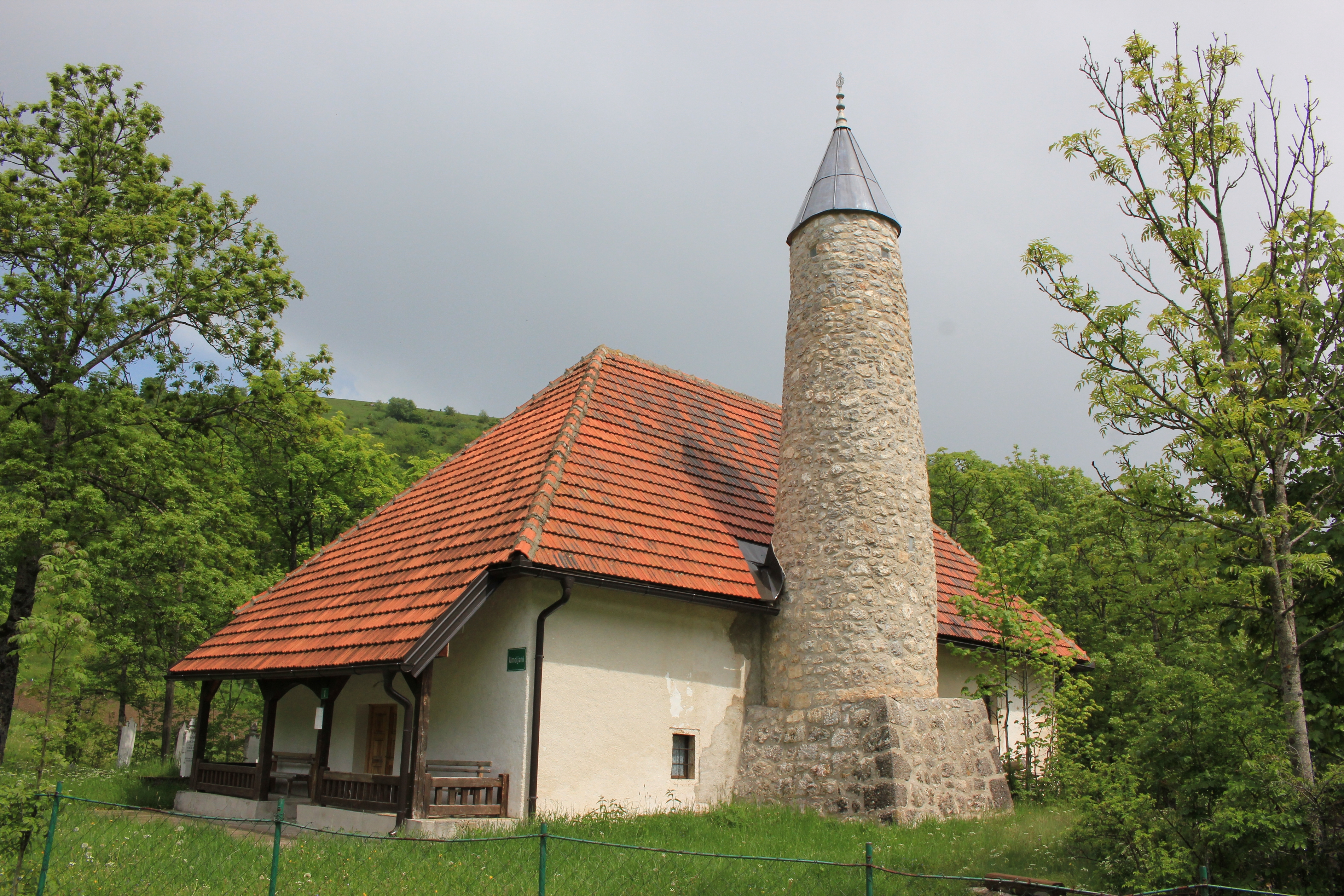
Moschee mit Minarett aus Naturstein

## Tourismus
Die Nähe zum Rakitnica-Canyon, das Studeno Polje mit dem mäandrierenden Bach Studeni Potok und die Sehenswürdigkeiten sowie Infrastruktur in Umoljani machen das Dorf zu einem touristischen Ausgangspunkt für Wanderungen. Neben der Möglichkeit für Tageswanderungen bietet Umoljani auch für Fernwanderer, die auf der Via Dinarica (Hauptwanderweg White Trail) unterwegs sind, eine Möglichkeit für einen Zwischenstopp. Es gibt mehrere Pensionen und Restaurants, die lokale Küche anbieten.
Im Winter sind Schneeschuhwanderungen, Skibergsteigen, Reifenrodeln und Schneemobilfahrten möglich. Die Hochebene des Studeno Polje wurde 2015 in der Wakeskating-Szene international bekannt.
Für die Gemeinden Umoljani und Šabići ist ein Gebiet von 7,87 km² für ländlichen Tourismus ausgewiesen.